# Venustiano Carranza (Chiapas)
Pour les articles homonymes, voir Venustiano Carranza (homonymie) et Carranza.
Venustiano Carranza est une municipalité du Chiapas, au Mexique. Elle couvre une superficie de 1 396,1 km2 et compte 65 009 habitants en 2015.